# Argentinische Meisterschaft im Straßenrennen der Männer

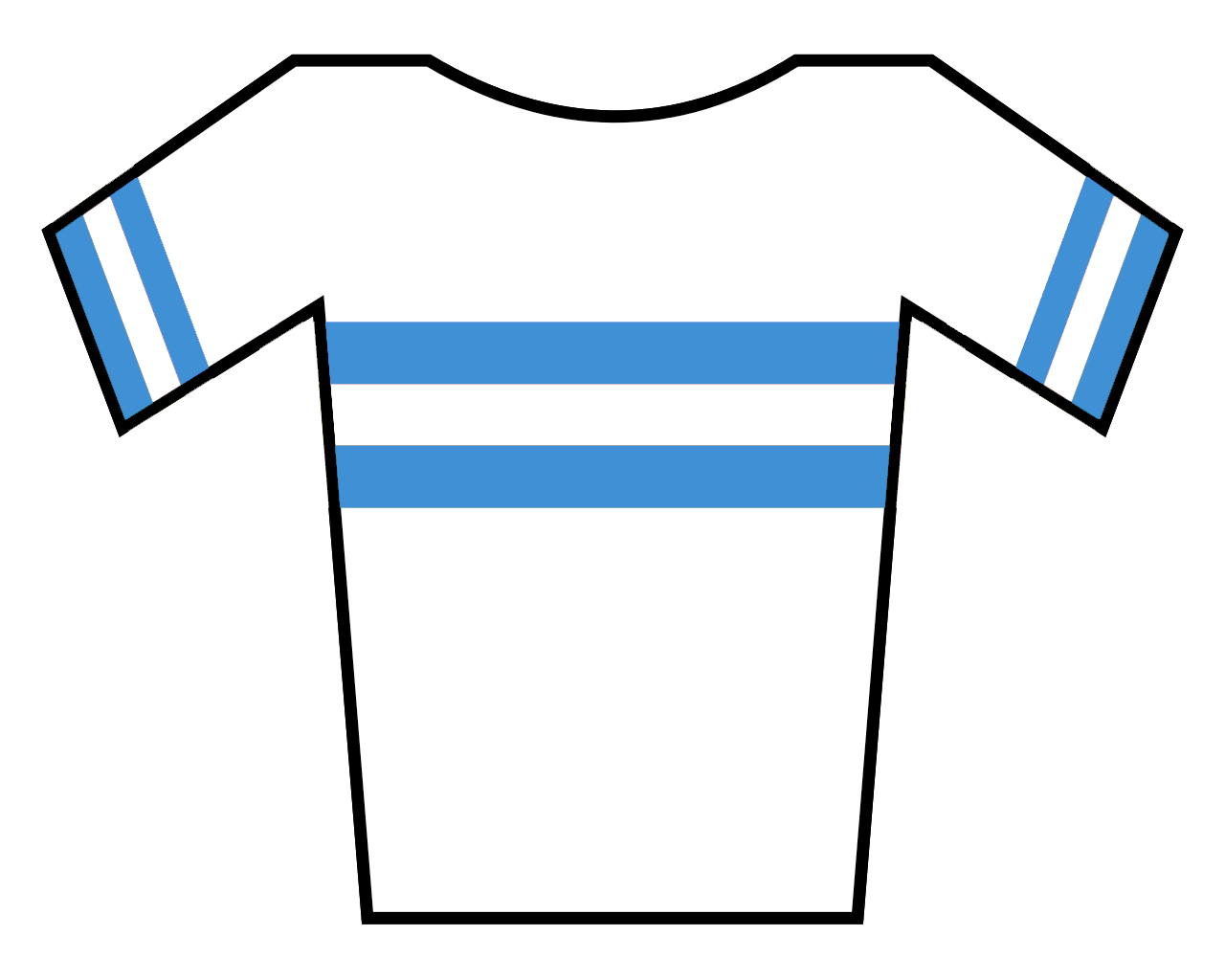
Meistertrikot Argentinien

Die Argentinische Meisterschaft im Straßenrennen der Männer ist ein jährlich veranstalteter Wettbewerb im Straßenradsport, der als Eintagesrennen ausgetragen wird. Ausrichter ist die Federación Argentina de Ciclismo de Pista y Ruta (der argentinische Radsportverband). Die Sieger erhalten jeweils ein Meistertrikot in den Landesfarben. In der Regel wird das Rennen im Herbst in Argentinien (Frühjahr auf der Nordhalbkugel) veranstaltet. Startberechtigt sind Fahrer, die eine Lizenz des nationalen Verbandes oder eines Regionalverbandes besitzen.

## Sieger
| - 1912 Manuel Fernández - 1913 Manuel Fernández - 1914 Manuel Fernández - 1915 Eugenio Delage - 1916 José Guzzo - 1917 Antonio de Loma - 1918 Antonio de Loma - 1919 Antonio de Loma - 1920 Antonio Secchi - 1921 José Guzzo - 1922 José Zampicchiatti - 1923 José Zampichiatti - 1924 Antonio de Loma - 1925 Luis de Meyer - 1926 Cosme Saavedra - 1927 Luis de Meyer - 1928 Francisco Bonvehi - 1929 Francisco Rodríguez - 1930 Francisco Rodríguez - 1931 Cosme Saavedra - 1932 Fernando Scaglia - 1933 Cosme Saavedra - 1934 Alfredo Maturana - 1935 Mario Mathieu - 1936 Manuel Abregú - 1937 Mario Mathieu - 1938 Mario Mathieu - 1939 Enrique Molina - 1940 José Cechet - 1941 Antonio Bertola - 1942 Mario Mathieu - 1943 Antonio Bertola - 1944 Julio Alba - 1945 Julio Alba - 1946 Julio Alba - 1947 Julio Alba - 1948 Ceferino Peroné - 1949 Pedro Salas - 1950 Miguel Sevillano | - 1951 Saúl Crispín - 1952 Pedro Salas - 1953 Oscar Pezoa - 1954 Alberto Ferreyra - 1955 Duilio Biganzoli - 1956 Duilio Biganzoli - 1957 Héctor Acosta - 1958 Pedro Salas - 1959 Ernesto Antonio Contreras - 1960 Santos Liendo - 1961 Ricardo Senn - 1962 José Fernández - 1963 Duilio Biganzoli - 1964 Ricardo Senn - 1965 Ricardo Senn - 1966 Carlos Álvarez - 1967 Ismael Morán - 1968 Antonio Dalleve - 1969 Carlos Escudero - 1970 Ernesto Antonio Contreras - 1971 Ernesto Antonio Contreras - 1972 Raúl Labbate - 1973 Marcelo Chancay - 1974 Moisés Carrizo - 1975 Oswaldo Frossasco - 1976 Osvaldo Benvenutti - 1977 Oswaldo Frossasco - 1978 Moisés Carrizo - 1979 Oswaldo Frossasco - 1980 Oswaldo Frossasco - 1981 Pedro Caino - 1982 Juan Carlos Haedo - 1983 Eduardo Trillini - 1984 Jorge Galíndez - 1985 Gabriel Curuchet - 1986 Pablo Costa | - 1987 Jorge Sebastía - 1988 Luis Moyano - 1989 Alejandro Beldorati - 1990 Claudio Iannone - 1991 Carlos Pérez - 1992 Fabio Placánica - 1993 Ángel Serrano - 1994 Hugo Pratissoli - 1995 Héctor Palavecino - 1996 Rubén Pegorín - 1997 Jorge Giacinti - 1998 Fabián Tapia - 1999 Jorge Giacinti - 2000 Gabriel Curuchet - 2001 Guillermo Brunetta - 2002 Luis Moyano - 2003 Javier Gómez - 2004 Ángel Darío Colla - 2005 Gustavo Mario Toledo - 2006 Armando Borrajo - 2007 Raul Turano - 2008 Gerardo Fernández - 2009 Facundo Bazzi - 2010 Jorge Antonio Pi - 2011 Emanuel Saldaño - 2012 Juan Pablo Dotti - 2013 Gabriel Juárez - 2014 Daniel Díaz - 2015 Daniel Omar Juárez - 2016 Mauro Richeze - 2017 Joaquin Gonzalo Najar - 2018 Rubén Ramos - 2019 Maximiliano Richeze - 2020 nicht ausgetragen - 2021 Pablo Brun - 2022 Emiliano Contreras & Sergio Fredes - 2023 Alejandro Duran - 2024 Daniel Omar Juárez1 - 2025 Leonardo Cobarrubia |